# MX Linux
O MX Linux é uma Distribuição Linux baseado no Debian desenvolvido com o objetivo de "uma família de sistemas operacionais projetados para combinar desktops elegantes e eficientes com alta estabilidade e desempenho sólido". A distribuição é uma colaboração entre o antiX e as comunidades do antigo MEPIS (Tanto que MX vem de MEPIS e antiX). O ambiente de área de trabalho padrão é o Xfce, também há outras versões oficiais com o KDE Plasma e Fluxbox.

## História
O desenvolvimento do MX Linux começou em uma discussão sobre opções alternativas entre os membros da comunidade MEPIS em dezembro de 2013 após o desenvolvedor do sistema anunciar sua descontinuação. Após um tempo decidiram construir um sistema semelhante ao MEPIS, e com ajuda dos desenvolvedores do antiX (uma distro baseada no MEPIS), trazem um sistema de construção ISO, bem como a tecnologia Live-USB/DVD. Lançado em 2014, inicialmente o MX Linux era uma simples modificação do antiX.
A primeira versão do MX Linux (MX-14 "Symbiosis") é inicialmente baseado no Debian "Wheezy" com seu ambiente padrão sendo o Xfce. Essa versão foi projetada para caber em um CD, que consequentemente limitava o número de aplicativos que poderiam ser incluídos. O sistema inclui os MX-Tools(ou Ferramentas do MX), uma coleção de utilitários para ajudar os usuários em tarefas comuns que muitas vezes são complicadas e obscuras.
O MX-15 "Fusion" e MX-16 "Metamorphosis" se baseiam no Debian "Jessie" usando o systemd-shim, o que significa que o systemd está instalado, mas o init padrão é o sysvinit. A maior mudança no MX-15 foi a remoção da limitação de tamanho no desenvolvimento, permitindo que os desenvolvedores apresentassem um produto totalmente pronto para uso. A próxima versão adicionou mais aplicativos de outras fontes, revisou a documentação, adicionou novas traduções. Houve uma expansão substancial e refinamentos nas Ferramentas do MX, a importação de desenvolvimentos avançados do antiX, suporte expandido e uma coleção de ícones/temas/papéis de parede completamente nova.
O MX-17 "Horizon" e o MX-18 "Continuum" usam o Debian "Stretch" como base e trouxe artes atualizadas, novas Ferramentas do MX, operação ao vivo aprimorada via antiX [en], introduziu um novo núcleo, habilitou a criptografia de todo o disco e adicionou temas grub, funcionalidade splash através da arte das opções de inicialização do MX e localização aprimorada.
O MX-19 "Patito feo" atualiza a sua base para o Debian 10 (Buster). Ele é caracterizado por ferramentas, arte, documentação, localização, a adição do KDE como uma alternativa ao Xfce padrão e recursos técnicos novos e revisados. 
O MX-21 "Wildflower" é baseado no Debian 11.0 (Bullseye). Essa versão adiciona o suporte de hardware avançado (ou AHS), uma versão Fluxbox do sistema, o retorno Gerenciador de discos e o app de configuração do Samba para configurações de compartilhamento.
O MX-23 "Libretto" foi lançado em 31 de julho de 2023. Baseado no Debian 12 com correções e muitas atualizações de aplicativos. Nessa versão o sistema sofreu uma completa repaginada, ganhando uma nova logo (baseada no antigo MEPIS) e tudo mais.

## Ambientes de área de trabalho
O MX Linux tem três edições de área de trabalho:
- O "Xfce" é um ambiente de área de trabalho rápido e de uso de recursos médio-baixo. Estão disponíveis versões de 32 bits, 64 bits e Suporte de hardware avançado. Os desenvolvedores do Xfce lançaram oficialmente a versão 4.18 do Xfce em 15 de dezembro de 2022.[11] Os usuários do MX-21.x receberam a atualização para o Xfce 4.18 em meados de janeiro de 2023.[12]

- O "Fluxbox" é um gerenciador de janelas com uso de recursos muito baixo. Esta edição foi lançada pela primeira vez em 21 de outubro de 2021.[13] Versões de 32 bits e 64 bits estão disponíveis.

- O KDE Plasma 5 está disponível apenas como uma versão de Suporte de hardware avançado de 64 bits. Ela atualmente apresenta a versão 5.20 do KDE Plasma com o núcleo Linux 6.0 (ou mais recente).[14] Esta edição foi lançada pela primeira vez em 16 de agosto de 2020.[15]

## Lançamentos recentes
Uma tabela dos lançamentos atuais suportados pela equipe de desenvolvimento do MX Linux e por quanto tempo o Debian fornecerá suporte de longo prazo.
| Versão                                                                    | Lançamento | Núcleo | Núcleo (SHA) | Notas                                                              | Suporte de longo prazo do Debian |
| ------------------------------------------------------------------------- | ---------- | ------ | ------------ | ------------------------------------------------------------------ | -------------------------------- |
| MX-23                                                                     | 31-07-2023 | 6.1    | 6.4          | Ambiente Xfce atualizado para 4.18                                 | Debian 12 ~2028                  |
| MX-21.3                                                                   | 15-01-2023 | 5.10   | 6.0          | Ambiente Xfce atualizado para 4.18                                 | Debian 11 Bullseye ~2026         |
| MX-21.2.1                                                                 | 18-09-2022 | 5.10   | 5.18         | As versões 5.19 e 6.0 somente estão disponíveis na versão SHA.     | Debian 11 Bullseye ~2026         |
| MX-21.2                                                                   | 28-08-2022 | 5.10   | 5.18         |                                                                    | Debian 11 Bullseye ~2026         |
| MX-21.1                                                                   | 09-04-2022 | 5.10   | 5.16         | As versões 5.14 e 5.16 estão disponíveis no Gerenciador de pacotes | Debian 11 Bullseye ~2026         |
| MX-21 (SHA)                                                               | 22-11-2021 | 5.10   | 5.14         | As versões 5.14 e 5.16 estão disponíveis no Gerenciador de pacotes | Debian 11 Bullseye ~2026         |
| MX-21                                                                     | 21-10-2021 | 5.10   |              | As versões 5.14 e 5.16 estão disponíveis no Gerenciador de pacotes | Debian 11 Bullseye ~2026         |
| MX-19.4.1                                                                 | 08-04-2021 | 5.10   |              |                                                                    | Debian 10 "Buster" 01-07-2024    |
| MX-19.4                                                                   | 31-03-2021 | 4.19   |              |                                                                    | Debian 10 "Buster" 01-07-2024    |
| MX-19.3                                                                   | 11-11-2020 | 4.19   |              |                                                                    | Debian 10 "Buster" 01-07-2024    |
| MX-19.2 KDE                                                               | 16-08-2020 | 4.19   |              |                                                                    | Debian 10 "Buster" 01-07-2024    |
| 19.2                                                                      | 31-05-2020 | 4.19   |              |                                                                    | Debian 10 "Buster" 01-07-2024    |
| MX-19.1                                                                   | 14-02-2020 | 4.19   |              |                                                                    | Debian 10 "Buster" 01-07-2024    |
| MX-19                                                                     | 21-10-2019 | 4.19   |              |                                                                    | Debian 10 "Buster" 01-07-2024    |
| MX-18                                                                     | 20-12-2018 | 4.19   |              |                                                                    | Debian 9 Stretch 30-06-2022      |
| Legenda:Versão antigaVersão mais antiga, ainda mantidaVersão mais recente |            |        |              |                                                                    |                                  |

## Recursos
O MX Linux tem ferramentas básicas como um instalador gráfico que lida com computadores UEFI para alterar o núcleo do Linux e outros programas centrais.
Ele inclui as Ferramentas do MX, um conjunto de utilitários orientados ao usuário, muitos dos quais foram desenvolvidos especificamente para o MX, enquanto alguns foram bifurcados de aplicativos do antiX existentes ou são aplicativos do antiX existentes; alguns foram importados com permissão de fontes externas. Essas ferramentas também estão disponíveis em distribuições Linux baseadas no Debian estável, e algumas das principais ferramentas são as seguintes:
- Live-USB kernel updater
- Live USB maker
- RemasterCC
- Snapshot
- Boot options
- Boot repair
- Cleanup
- FormatUSB

Um particularmente popular é o MX-snapshot, uma ferramenta para remasterizar [en] uma sessão ou instalação ao vivo em um único arquivo .ISO. A imagem "clonada" é inicializável a partir de disco ou unidade flash USB, mantendo todas as configurações, permitindo que uma instalação seja totalmente copiada e/ou distribuída com mínimo esforço administrativo, já que um método avançado de copiar o sistema de arquivos (desenvolvido pelo antiX Linux) usa montagens de ligação realizando o "trabalho pesado".

## Requisitos do sistema
Mínimo
- 8,5 GB de espaço em disco rígido para instalação.
- 1 GB de RAM para arquiteturas i386 e AMD64.
- CD-DVD inicializável ou USB.
- Um processador i686 Intel ou AMD.

Recomendado
- 20 GB de espaço em disco rígido, SSD para desempenho mais rápido.
- 2 GB (8 GB em modo Live USB) de RAM.
- Processador Intel ou AMD moderno para bom desempenho.
- Placa de vídeo com capacidade 3D para suporte a área de trabalho 3D.
- Placa de som compatível com SoundBlaster, AC97 ou HDA.